# Primula floribunda
Primula floribunda är en viveväxtart som beskrevs av Nathaniel Wallich. Primula floribunda ingår i släktet vivor, och familjen viveväxter. Inga underarter finns listade i Catalogue of Life.